# 도그데이즈 (2023년 영화)
도그데이즈(Dog Days)는 한국에서 2024년 개봉한 김덕민 감독의 드라마, 휴먼, 코미디 영화이다. 윤여정 등이 주연으로 출연하였다.

## 출연

### 주연
- 윤여정 : 민서 역
- 유해진 : 민상 역
- 김윤진 : 정아 역
- 정성화 : 선용 역
- 김서형 : 진영 역
- 다니엘 헤니 : 다니엘 역
- 이현우 : 현 역
- 탕준상 : 진우 역
- 윤채나 : 지유 역

### 조연
- 류혜린 : 간호사 1 역
- 박연수 : 간호사 2 역
- 윤돈선 : 박 상무 역
- 박은석 : 김 차장 역
- 도용구 : 대영회장 역
- 진용욱 : 김 기사 역
- 박리원 : 베이스 역
- 김상욱 : 임원 3 역

### 특별출연
- 김고은 : 수정 역
- 박인환 : 민서 남편 역

## 기타
- 원래 영어로 Dog Day는 일년 중 가장 더운 날이란 뜻으로, 힘들고 어려운 시기를 비유적으로 표현하는 데 쓰이기도 한다.